# Istmo tiroideo
L'istmo tiroideo è una porzione della tiroide che unisce, di fronte alla trachea, i due lobi di questa ghiandola endocrina, in una particolare conformazione che può ricordare la lettera H, ma che può tuttavia essere assente.
Dall'istmo può originare il cosiddetto lobo piramidale della tiroide.

## Dimensioni e posizione
Le sue dimensioni sono molto variabili, ma sono in media di poco superiori al centimetro in larghezza e in altezza. Anche la posizione è variabile, sebbene si localizzi solitamente anteriormente al secondo e terzo anello cartilagineo della trachea.

## Rapporti anatomici
L'istmo della tiroide risulta coperto, in senso postero-anteriore, dai muscoli sternotiroidei, dalla fascia pretracheale, dai muscoli sternoioidei, dalle vene giugulari anteriori, dalla fascia cervicale superficiale e dal tessuto cutaneo.